# 八十川ボーク事件

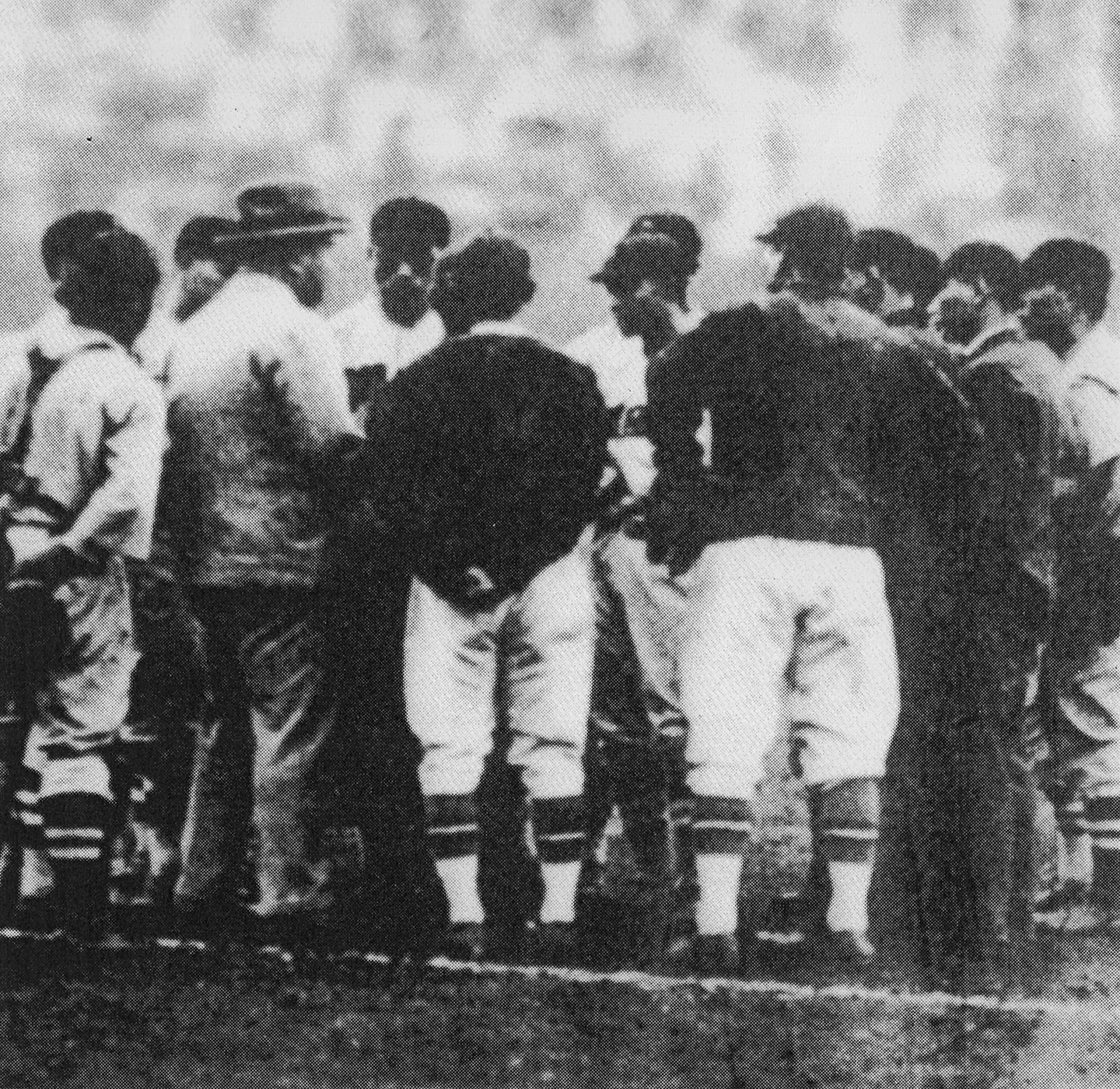
八十川ボーク事件

八十川ボーク事件（やそがわボークじけん）は、1931年（昭和6年）に東京六大学野球春季リーグの慶明2回戦で起きた事件であり、リンゴ事件と並ぶ東京六大学野球二大不祥事として記録されている事件である。

## 概要
1931年5月18日の春季リーグ、慶大対明大2回戦は、優勝を賭けた大一番で両チーム及び応援団は殺気立っていた。試合は1回裏、明治先発の田部武雄から慶應の4番・小川年安が、カウントノースリーからレフトスタンドへ先制ホームランを打ったことに始まり、激しい点の取り合いとなった。
事件は、6対5と明治1点リードで迎えた慶應8回裏の攻撃、一死一・三塁、打者牧野直隆の時に勃発した。明治の投手は二番手・八十川胖であった。八十川は三塁に牽制球を投げると見せて反転、一塁へ牽制球を投げた。八十川はプレートを外したが、慶應監督の腰本寿がダグアウトから飛び出し「ボーク、ボーク」と叫ぶと、主審を務めていた浅沼誉夫がボークを宣告した。これに怒った明治の岡田源三郎監督以下、明治の選手が全員で浅沼主審を取り囲み40分間揉めた。しかし結局ボークの判定が通り6対6の同点となった。
そのまま同点で迎えた9回裏の慶應の攻撃では二死まで走者が出ず、夕刻も迫り延長戦は不可能で引き分けかと思われた。しかしここから再び小川が三塁打、次打者・碣石はセンターへ大飛球を放ち、先発投手から中堅手へ代わっていた田部が快足を飛ばして背走し追いついたが、グラブの先から白球がこぼれ、慶應が7対6のサヨナラ勝ちを決めた。試合後、グラウンドに飛び降りた明治・慶應の応援団数千人の小競り合いが始まり、球場内外は異様な蠢きと叫びに包まれた。怒りを増した明治の応援団が球場正面入口で気勢を上げ始めたことで警察は300名を動員。慶應の選手は球場内に4時間かんづめとなった。しかし明治の応援団に見つかった慶應の腰本監督と一部の選手数名が暴行を受けた。
八十川が行った三塁に偽投して一塁へ牽制球を投げる動作はプレートを外せば本来はボークではない。しかし、大和球士著「真説日本野球史」によると、この年の春季リーグ開幕前に、審判会議でこのような牽制はボークと見なすと決定し、これを早慶だけにしか伝えていなかったという。これによりそれまで六大学野球部のOBによって構成されていた専属審判制度が廃止となり、現役学生が審判を務めることになった。試合再開の条件に「この試合が後日リーグ理事会に於いて不当と認められる際には勝敗は無効とする」という条件が付されており、明治も「試合成立せず」と再試合挙行をリーグに迫る事も出来たが、暴行事件を起こしたため出来なかったとされている。応援団の暴行事件の責任を負い、明治はこの後のリーグ戦出場を辞退、リーグ戦の順位は事実上最下位の5位ということになった（このシーズン、法政は渡米のため不参加）。
なおこの事件の主要人物・八十川胖、田部武雄、小川年安は、広島広陵中学（現・広陵高校）のチームメイトである。八十川の行った牽制は、現在もよく見られ今ではランナーがほとんど引っかかることはないが、元々田部が最初に始めたもので八十川はこれをまねたものである。またキャッチャーである小川も同様の牽制を得意とし、阪神時代これを“ツバメ返し”と呼んだとされているが、現在はこの呼ばれ方はされていない。
八十川は広陵中学時代の1927年、第13回夏の甲子園大会で、史上2人目のノーヒットノーランを達成（対敦賀商業）するなどで準優勝投手となった速球派の名投手で、のち島岡吉郎の前任の明治大学野球部監督も務めている。
ちなみに後年起こったリンゴ事件の主役・水原茂は、この問題の試合の3回表から途中出場、三塁手として守備に付き、ボークを宣告された時の一塁ランナーでもあった。